# Echols County
Echols County är ett administrativt område i delstaten Georgia, USA, med 4 034 invånare. Den administrativa huvudorten (county seat) är Statenville.

## Geografi
Enligt United States Census Bureau har countyt en total area på 1 090 km². 1 047 km² av den arean är land och 43 km² är vatten.

### Angränsande countyn
- Clinch County - nordost
- Columbia County, Florida - sydost
- Hamilton County, Florida - syd
- Lowndes County - väst
- Lanier County - nord